# Campeonato Paulista de Futebol de 2012 - Série A2
O Campeonato Paulista de Futebol da Série A2 de 2012 foi a 66.ª edição do campeonato equivalente ao segundo nível do futebol paulista. Foi disputado entre 25 de janeiro a 13 de maio. Os quatro primeiros foram promovidos a primeira divisão do ano seguinte, e os quatro últimos, rebaixados.

## Regulamento[1]

### Primeira fase
A Série A2 foi disputada por 20 clubes em turno único. Todos os times jogaram entre si uma única vez. Os oito primeiros colocados se classificaram para a fase final e os quatro últimos foram rebaixados para a Série A3 de 2013.

#### Critérios de desempate
Em caso de empate de pontos entre dois clubes, os critérios de desempates são aplicados na seguinte ordem:
1. Número de vitórias
2. Saldo de gols
3. Gols marcados
4. Número de cartões vermelhos
5. Número de cartões amarelos
6. Sorteio

### Fase final
Os oito classificados foram divididos em dois grupos de quatro jogando entre si em turno e returno. Os dois primeiros de cada grupo foram classificados para a Série A1 de 2013, enquanto os primeiros de cada grupo se classificarão a final. O campeão será decidido em dois jogos. 

## Participantes
| Equipe            | Cidade                  | Em 2011        | Estádio                   | Capacidade |
| ----------------- | ----------------------- | -------------- | ------------------------- | ---------- |
| América           | São José do Rio Preto   | 14º (Série A2) | Benedito Teixeira         | 32.936     |
| Atlético Sorocaba | Sorocaba                | 6º (Série A2)  | Walter Ribeiro            | 13.772     |
| Audax             | São Paulo               | 10° (Série A2) | Nicolau Alayon            | 9.660      |
| Ferroviária       | Araraquara              | 13º (Série A2) | Arena da Fonte Luminosa   | 20.287     |
| Grêmio Barueri    | Barueri                 | 18º (Série A1) | Arena Barueri             | 32.000     |
| Monte Azul        | Monte Azul Paulista     | 8º (Série A2)  | Otacilia Patrício Arroyo  | 15.000     |
| Noroeste          | Bauru                   | 19º (Série A1) | Alfredo de Castilho       | 16.899     |
| Palmeiras B       | São Paulo               | 15º (Série A2) | Rua Javari [1]            | 4.000      |
| Penapolense       | Penápolis               | 1º (Série A3)  | Tenente Carriço           | 5.717      |
| Red Bull Brasil   | Campinas                | 9º (Série A2)  | Moisés Lucarelli          | 19.722     |
| Rio Claro         | Rio Claro               | 12º (Série A2) | Augusto Schmidt Filho     | 15.969     |
| Rio Preto         | São José do Rio Preto   | 7º (Série A2)  | Anísio Haddad             | 18.670     |
| Santacruzense     | Santa Cruz do Rio Pardo | 2º (Série A3)  | Leônidas Camarinha        | 12.500     |
| Santo André       | Santo André             | 20º (Série A1) | Bruno José Daniel         | 8.000      |
| São Bernardo      | São Bernardo do Campo   | 17º (Série A1) | Primeiro de Maio          | 16.000     |
| São Carlos        | São Carlos              | 3º (Série A3)  | Luís Augusto de Oliveira  | 15.000     |
| São José          | São José dos Campos     | 5° (Série A2)  | Martins Pereira           | 15.317     |
| União Barbarense  | Santa Bárbara d'Oeste   | 16° (Série A2) | Antonio Lins R. Guimarães | 14.914     |
| União São João    | Araras                  | 11° (Série A2) | Hermínio Ometto           | 15.881     |
| Velo Clube        | Rio Claro               | 4º (Série A3)  | Benito Agnelo Castellano  | 15.020     |

OBS.: 1.^  O Estádio Palestra Itália está fechado para reformas, com isso o Palmeiras B jogará no Estádio da Rua Javari em São Paulo.

## Classificação da primeira fase
Atualizado: 02 de Abril de 2012
| Pos. | Time              | Pts | J  | V  | E | D  | GP | GS | SG | Expulso | Penalizado com cartão amarelo |
| --- | ----------------- | --- | -- | -- | - | -- | -- | -- | -- | ------- | ----------------------------- |
| 1 | Atlético Sorocaba | 35  | 19 | 11 | 2 | 6  | 41 | 30 | 11 |         |                               |
| 2 | São Bernardo      | 35  | 19 | 11 | 2 | 6  | 33 | 24 | 9  |         |                               |
| 3 | Red Bull Brasil   | 34  | 19 | 10 | 4 | 5  | 30 | 21 | 9  |         |                               |
| 4 | Audax             | 33  | 19 | 10 | 3 | 6  | 34 | 25 | 9  |         |                               |
| 5 | Ferroviária       | 33  | 19 | 9  | 6 | 4  | 23 | 18 | 5  |         |                               |
| 6 | Penapolense       | 31  | 19 | 9  | 4 | 6  | 30 | 23 | 7  |         |                               |
| 7 | Noroeste          | 31  | 19 | 8  | 7 | 4  | 30 | 26 | 4  |         |                               |
| 8 | União Barbarense  | 29  | 19 | 9  | 2 | 8  | 25 | 28 | -3 |         |                               |
| 9 | Velo Clube        | 27  | 19 | 8  | 3 | 8  | 31 | 28 | 3  |         |                               |
| 10 | Grêmio Barueri    | 26  | 19 | 7  | 5 | 7  | 29 | 29 | 0  |         |                               |
| 11 | Rio Claro         | 25  | 19 | 6  | 7 | 6  | 29 | 32 | -3 |         |                               |
| 12 | Monte Azul        | 24  | 19 | 5  | 9 | 5  | 25 | 26 | -1 |         |                               |
| 13 | São José-SP       | 23  | 19 | 6  | 5 | 8  | 20 | 25 | -5 |         |                               |
| 14 | Santo André       | 22  | 19 | 5  | 7 | 7  | 18 | 22 | -4 |         |                               |
| 15 | Santacruzense     | 22  | 19 | 5  | 7 | 7  | 17 | 22 | -5 |         |                               |
| 16 | São Carlos        | 21  | 19 | 5  | 6 | 8  | 24 | 25 | -1 |         |                               |
| 17 | Palmeiras B       | 20  | 19 | 5  | 5 | 9  | 29 | 37 | -8 |         |                               |
| 18 | Rio Preto         | 18  | 19 | 5  | 3 | 11 | 25 | 34 | -9 |         |                               |
| 19 | União São João    | 17  | 19 | 5  | 2 | 12 | 23 | 32 | -9 |         |                               |
| 20 | América-SP        | 17  | 19 | 4  | 5 | 10 | 25 | 34 | -9 |         |                               |
| Pts – Pontos ganhos; J – Jogos; V - Vitórias; E - Empates; D - Derrotas; GP – Gols pró; GC – Gols contra; SG – Saldo de gols; |                   |     |    |    |   |    |    |    |    |         |                               |

|  |                               |
|  | Classificação à segunda fase  |
|  | Eliminados na primeira fase   |
|  | Rebaixados à Série A3 de 2013 |